# Jože Javoršek
Jože Brejc, bolj znan pod psevdonimom Jože Javoršek, pisatelj, pesnik, dramatik, esejist, polemik, kritik, prevajalec * 20. oktober 1920, Velike Lašče, † 2. september 1990, Ljubljana, Slovenija.

## Življenje
Rodil se je kot četrti otrok Antonu Brejcu, organistu v Velikih Laščah in Julki (r. Javoršek). Čeprav je družinski gmotni položaj težko omogočal poleg bratovega še njegovo šolanje, se mu je želja 1932. leta vendarle izpolnila. Začel je obiskovati Škofijsko klasično gimnazijo v Šentvidu pri Ljubljani. Mati mu je umrla, ko je bil star trinajst let, pri šestnajstih letih je dobil mačeho Mici (roj. Jelenc). Od petega do sedmega razreda je bil duhovni vodja literarnega krožka Palestra. Spomladi 1938 ga je Jože Zemljak napotil k Edvardu Kocbeku, ta je Brejčevo pesem Načrt za sliko natisnil v junijski številki revije Dejanje, ki v šentviškem zavodu ni bila dovoljena, veljala je za heretično. Zaradi objav pesmi v reviji je bil osumljen nemoralnih pesmi, ideološke diverzije, ateizma, zato se je moral jeseni 1939 prešolati na klasično gimnazijo v središču Ljubljane. 
Po maturi se je leta 1940 na Filozofski fakulteti vpisal na primerjalno književnost. Ob okupaciji se je v krogu krščanskih socialistov vključil v OF. Leta 1942 je postal organizacijski sekretar krščanskosocialistične skupine OF in si nadel partizansko ime Franček. Leta 1943 je nasprotoval Dolomitski izjavi. V Bazi 20 v Rogu je bil dodeljen agitpropu, ki ga je vodil Edvard Kocbek. Sestavljal je članke za Slovenski poročevalec in novoustanovljeni Kmečki glas. Spomladi 1944 je prišel v spor s komunisti zaradi satire Najnovejša pisarija. Spor je ostal brez posledic. Kidrič ga je postavil za vodjo Radia OF, na tem položaju je dočakal konec vojne. Po prihodu v slovensko prestolnico je postal prvi direktor Radia Ljubljana. Novembra 1945 je šel v Pariz, kjer je navezal stike s pisateljskimi in intelektualnimi krogi (z Ionescom, Camusom, Cocteaujem idr.). Vpisal se je na Sorbono in postal ataše za socialno politiko na jugoslovanskem poslaništvu. Leta 1946 je na pobudo notranjega ministra Aleksandra Rankovića postal »samostojen obveščevalni referat« o jugoslovanski emigraciji v Franciji. 
Ob vrnitvi 1948 so ga zaprli in na procesu 11. 2. 1949 obsodili na sedem let zapora  s prisilnim delom in letom dni izgube državljanskih pravic. Skupaj z njim sta sedla na zatožno klop Vitomil Zupan in Dušan Pirjevec. »Sodba v imenu« ljudstva jih je razglasila za krive, ker so »od osvoboditve pa vse do aretacije tvorili skupino za izvrševanje zločinov zoper javno moralo; v tem namenu so organizirali skupinske spolne orgije na način, ki ni v skladu z normalnim udejstvovanjem spolnega nagona«. Krivili so jih tudi zato, ker so si izmišljali in širili dovtipe in z njimi »na ciničen in prostaški način žalili voditelje našega državnega, političnega in kulturnega življenja ter smešili in blatili kulturne pridobitve narodnoosvobodilne vojne« itd. Sodišče je zato Zupana in Brejca spoznalo za kriva »protidržavne propagande in agitacije«. Na tako strogo kazen ju je obsodilo tudi zato, ker sta »nepoklicanim osebam izdala podatke o posebnih zaupanih nalogah, ki sta jih prejela od organov oblasti in ki po svoji vsebini predstavljajo posebno varovano državno tajnost«, s čimer sta ogrožala »zunanjo in notranjo varnost države«.
V zaporu je ustanovil gledališče, kot prvi prebral Kocbekov rokopis Tovarišije. Po predčasni izpustitvi na prostost oktobra 1952 je priimek Brejc zamenjal za materin dekliški priimek Javoršek. Leta 1956 je diplomiral iz dramaturgije na AGRFT. Leta 1963 se je dokončno razšel z Edvardom Kocbekom, zavzel nasprotna stališča in se pridružil intelektualni skupini okoli Josipa Vidmarja. Pisali so (Inkret, Puhar), da je za obveščevalno službo pisal poročila tudi o Kocbeku in Vidmarju, vendar je sam to zanikal. Javorškova udbovska šifra je bila Piette. Kot višji strokovni sodelavec je delal na SAZU (1961–67) in vodil Vidmarjev kabinet (1967–82). Sodno je bil rehabilitiran šele leta 1990, v letu svoje smrti. 
Prva žena Nevenka je umrla, ko je bil v zaporu. Njun edinec Svit je (1968) pri dvajsetih letih storil samomor. Javoršek se je znova poročil s prevajalko Marijo (r. Kiauta), rodila sta se jima Jurij Emanuel in Jan Jona. Bil je zelo navezan na rojstni kraj, ki ga je imel za klasičen kotiček slovenske literature, saj iz njega izhajajo Trubar, Levstik in Stritar. Njegova povezanost z Velikolaščani je bila intenzivna in je zanimiv primer sodelovanja umetnika z gledališkimi amaterji. Štiri njegova dela so doživela krst na velikolaškem odru (Manevri, Ljudski glas, Neznanec, Življenje in smrt Primoža Trubarja). Bil je pobudnik tabora v Retjah ob 150-letnici Levstikovega rojstva (1981). Ves čas je spodbujal in pomagal pri urejanju Trubarjeve domačije na Rašici in spominskih sob v Levstikovem domu v Velikih Laščah. V rojstnem kraju je tudi pokopan.

## Delo
Poezija
Leta 1934 je z Janezom Remicem izdajal dijaško glasilo Utrinki, ki je bilo zaradi organizacijskih razlogov spremenjeno v uradni nižješolski časopis Jutranja zarja. Časopis je na zavodu kmalu zaslovel, zato sta urednika kot petošolca dobila v roke znamenite Domače vaje. Javoršek je že v zavodu sestavil več rokopisnih pesniških zbirk. Prva njegova tiskana pesem je izšla v reviji Mentor (1937/38). Leta 1940 je za pesem Obisk na natečaju Slovenske mladine dobil prvo nagrado. V tem času je uporabljal psevdonima France Jeriša in Mihael Karnik. Kot pravi sam, so bile prve pesmi bujen izraz mladosti.  
Pesmi vojnega in prvega povojnega časa je zbral v Partizanski liriki (1947). Zbirka že z naslovom opozarja na tematsko usmerjenost verzov, vendar se širi mimo dovoljenih in zapovedanih tem. Umika se pred militantnostjo verzov, partizanski boj je predvsem boj za preživetje, smrt ni samo herojska, je tudi naključna, nesmiselna, nasilna. V pesmih si dovoli upesniti neherojska dejanja, razgrinja svoja čustva, motivika sega od meditativnih in erotičnih tem, ki se vračajo v čas pred vojno, do izpovedi groze ter vprašanj poezije. 
Leta 1972 je izdal zbirko Usoda poezije 1939–1949 z obsežnim spominskim in literarnozgodovinskim komentarjem. Natisnjena je na liste rjavega ovojnega papirja, ki so povezani z debelo vrvico in vloženi v mapo iz valovite lepenke, s čimer poudarja izzivalno drugačnost vsebine. 
Proza
V pripovedni, zlasti pa v esejistični, spominski in polemični prozi je razvidno in kompleksno izrazil raznovrstnost in tudi kontroverznost svojih izkušenj in interesov ter razvil izrazito samosvoj, artistično inventiven in dognan slog. Prvi objavljeni roman Obsedena tehtnica (1961) govori o ljubezenskem trikotniku treh intelektualcev. Glavni junak kratkega romana Spremembe (1967) je bivši violinist, ki razmišlja o življenju in smrti. Delo Hvalnica zemlji (1971) je sam opredelil kot roman, vendar že spremno besedilo izraža pomislek, saj je nadaljevanje izpovedi, ki jo je začel v enih svojih najbolj odmevnih esejističnih knjig, nastali po sinovem samomoru, Kako je mogoče (1969). Samomor je v knjigi postavljen za osrednje vprašanje slovenstva, obenem je to tudi delo, v katerem je predmet zaničevanja in posmeha Edvard Kocbek. Esejistično polemična dela na avtobiografsko izpoveden in provokativno kritičen način govorijo o povojni duhovni, kulturni in politični problematiki na Slovenskem. Napisal je več esejev o gledališču (Harlekinov plašč, Prazna miza, Esej o Molièru), številna potovanja so ga spodbudila k nastanku potopisnih meditacij (Okus sveta, Indija Koromandija). Za zbirko Znameniti Slovenci je napisal življenjepisa Primož Trubar (1977) in Lili Novy (1984).
V polemičnih spisih se pojavljajo sodobniki (Edvard Kocbek, Vitomil Zupan, Dušan Pirjevec, Taras Kermauner, Janez Gradišnik idr.), s katerimi pamfletistično obračunava, ali splošna družbena situacija. Velik odziv so doživeli dnevniški deli Samotni jezdec in Pičevci (tako imenuje ideološke nasprotnike, sodelavce revije Prostor in čas), roman v pismih Nevarna razmerja, ena njegovih najbolj razvpitih knjig, in roman Črna krizantema. Kot protipol nasprotnikom se v teh delih pojavljajo njegovi domači in tuji prijatelji, med njimi njegov mentor Josip Vidmar.  
V tujini je bil opažen avtobiografski roman La mémoire dangereuse (1987), natisnjen v Parizu in kasneje preveden v nemščino. Zadnje delo Spomini na Slovence v več knjigah je ostalo nedokončano. Petdesetletna zgodovina Slovencev od leta 1900 se je skrčila na štirideset let. Neuresničeni načrt je obsegal obdobje 1934–1945 kot četrta in 1945–50 kot peta knjiga. Prevajal je iz francoščine in srbohrvaščine. 
Dramatika
Med prvimi povojnimi dramatiki je bil najbrž gledališko najbolj izobražen. V petdesetih letih 20. stoletja je prispeval opazen delež k modernizaciji slovenskega gledališča. Z gledališkimi kritikami, spremnimi študijami in eseji je opozarjal na novosti v sodobni evropski dramatiki, ki jo je tudi prevajal (Ionesca, Camusa, Giraudouxa idr.). 
Dramski prvenec Odločitev (1953) je napisal v sodelovanju z Jožetom Tiranom. »Politična drama« prikazuje ribiško družino iz tržaške okolice, njeno trpljenje pod fašisti in razočaranje ob novici, da bo Trst pripadel Italiji. Kriminalna zgodba (1955) govori o nepriznanem pisatelju, ki uniči rokopis, zavrže misel o književnosti in se oprime dela kot pomočnik pri izdelovalcu krst. V drami se prepletajo groteskni prizori in stvarnost, bistvo drame pa je v presojanju umetniškega ustvarjanja in literarne kritike. Povečevalno steklo (1956), farsa v štirih dejanjih, je različica Cankarjeve doline šentflorjanske. Komedija v treh dejanjih Veselje do življenja (1957) z domišljijsko pesniškim ozračjem se dogaja v slikarskem ateljeju in razodeva bistvo ustvarjalne svobode in njene ovire. Komedija Manevri (1960) predstavlja rezerviste, ki se med vojaškimi vajami lotijo uprizoritve Martina Krpana. Levstikovo povest je Javoršek podal kot commedio dell'arte in jo moderniziral v smislu dramatikov 20. stoletja. Moraliteta Konec hrepenenja (1956) groteskno prikazuje sanjske privide osrednjih oseb, zakoncev, ki sta brezmočni lutki svojega hrepenenja, sta namreč jugoslovanska emigranta v starem hotelu pod vojaškim nadzorom. Za Oder 57 je prevedel Ionescovi drami Učna ura in Plešasta pevka za prvi pravi gledališki predstavi tega eksperimentalnega gledališča.

### Pesniški zbirki
- Partizanska lirika (1947) (COBISS)
- Usoda poezije: 1939–1949 (1972) (COBISS)

### Romani
- Obsedena tehtnica: Roman (1961) (COBISS)
- Spremembe: Roman (1967) (COBISS)
- Hvalnica zemlji (1971) (COBISS)
- Nevarna razmerja (1978) (COBISS)
- Črna krizantema (1980) (COBISS)
- Adamovo jabolko (1983) (COBISS)
- La mémoire dangereuse (1987) (COBISS)
- Spomini na Slovence I., II. (1989) (COBISS)
- Spomini na Slovence III. (1990) (COBISS)

### Eseji
- Srečanja (1958) (COBISS)
- Harlekinov plašč: Zapiski o evropskem gledališču XX. stoletja (1960) (COBISS)
- Temperaturni listi (1964) (COBISS)
- Vodnik po Ljubljani (1965) (COBISS)
- Najlepša slovenska noč (1966) (COBISS)
- Prazna miza ali Razmišljanja o "novem gledališču" (1967) (COBISS)
- Kako je mogoče (1969) (COBISS)
- Esej o Molièru (1974) (COBISS)
- Satovje (1976) – izbral in uredil Josip Vidmar (COBISS)
- Bliskavice (1984) (COBISS)

### Dokumentarna literatura
- Okus sveta (1961) (COBISS)
- Indija Koromandija (1962) (COBISS)
- Samotni jezdec (1973) (COBISS)
- Pičevci: jesenski dnevnik leta 1974 (1975) (COBISS)
- Primož Trubar (1977) (COBISS)
- Radio Osvobodilna fronta (1979) (COBISS)
- Lili Novy (1984) (COBISS)
- Intenzivna nega (1984) (COBISS)

### Drame
- Sanje se bodo uresničile (1944)
- Odločitev: Politična drama v dveh delih (1953) (COBISS)
- Konec hrepenenja: Drama v dveh dejanjih z epilogom (1956, upr. 1971) (COBISS)
- Veselje do življenja (1957) (COBISS)
- Gledališke igre (1967) – Kriminalna zgodba, Manevri, Povečevalno steklo (COBISS)
- Krute igre (1975) – Veselje do življenja, Konec hrepenenja, Dežela gasilcev (COBISS)
- Improvizacija v Ljubljani (1977) (COBISS)
- Življenje in smrt Primoža Trubarja: Zgodovinska drama (1988) (COBISS)

### Prevodi
- Albert Camus: Tujec (1955, 1965) – roman
- Hippolyte Taine: Filozofija umetnosti (1955) – priročnik (COBISS)
- Jean Anouilh: Škrjanček (1956) – drama (COBISS)
- Albert Camus: Pravični ljudje (1956) – drama (COBISS)
- Paul Vialar: Morska roža (1957) – roman (COBISS)
- Colette Audry: Soledad (1958) – drama (COBISS)
- Eugene Ionesco: Plešasta pevka (Oder 57  1958; AGRTF 1979) - drama (COBISS)
- Friedrich Dürrenmatt: Defekt (1959)
- Michel Ghelderode: Escurial (Oder 57 1959) – drama
- Jean Paul Sartre: Spoštljiva vlačuga (1960) – drama (COBISS)
- Jean Giraudoux: Za Lukrecijo (1961) – drama (COBISS)
- Eugene Ionesco: Nosorogi (SNGLj 1961) – drama
- Georges Schehadé: Zgodba o Vasku  (SNGLj 1964)
- Albert Camus: Tujec, Kuga (1965) – romana  (COBISS)
- Nusret Idrizović: Mravlja in zmaj (1965) – roman (COBISS)
- Meša Selimović: Tišine (1967) – roman (COBISS)
- Oscar Wilde, Jean Anouilh: Glavno je, da si ljubček (SGL 1970) – drama
- Georges Schehadé: Brisbanski izseljenec (1971) – radijska igra (COBISS)
- Moliere: Smešni preciozi (1973) – drama (COBISS)
- Jean Racine: Fedra (SNGLj 1974) – drama

## Nagrade
- 1976 – nagrada Prešernovega sklada za igro Dežela gasilcev
- 1984 – Kajuhova nagrada za knjigo Lili Novy
- 1987 – Župančičeva nagrada
- 1988 – evropska nagrada za literaturo Zveze pisateljev francoskega jezika za knjigo La mémoire dangereuse (Nevarni spomin)